# Montescaglioso
Montescaglioso är en ort och kommun i provinsen Matera i regionen Basilicata i Italien. Kommunen hade 9 877 invånare (2017).